# Cratere Minepa
Minepa è un cratere sulla superficie di Umbriel.